# Анастомоз

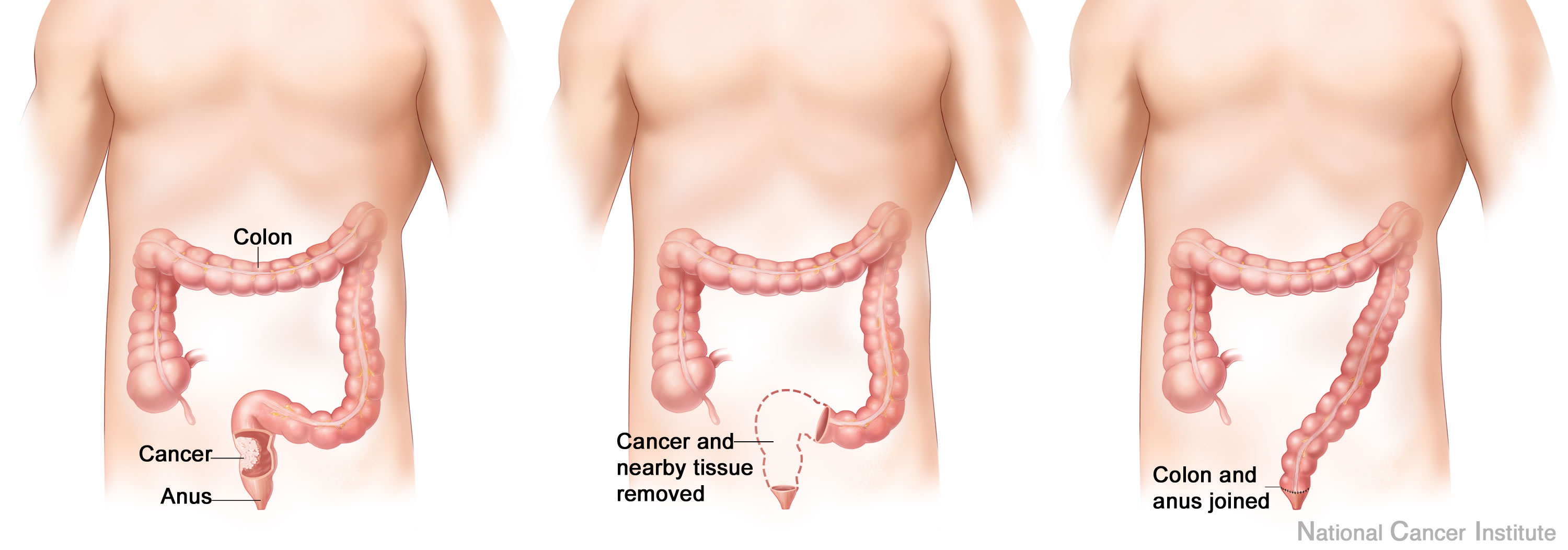

Анастомо́з (лат. anastomosis, від грец. αναστομωσις — «устя») — з'єднання між собою кровоносних чи лімфатичних судин або волокнистих утворів — нервів, м'язів, відділів кишечника та інших порожнистих структур при хірургічних втручаннях.
Анастомозом також називають штучне сполучення судин або порожнистих органів: наприклад дуоденоєюноанастомоз (з'єднання хірургічним шляхом 12-палої та тонкої кишок).